# Marcia Scantlebury
Marcia Scantlebury Elizalde (La Serena, 19 de febrero de 1945) es una periodista chilena.

## Familia y estudios
Es hija de Miguel Guillermo Scantlebury Adaro y Gabriela Elizalde Gajardo. Estudió periodismo en la Universidad Católica, donde fue compañera de María Angélica Bulnes y María Olivia Monckeberg, además de ser corredora de propiedades.
Tiene dos hijos: Maximiliano Santa Cruz, abogado y exdirector del INAPI, y Rodrigo Santa Cruz.

## Vida pública

### Militante del MIR, detención y exilio
Fue integrante del Movimiento de Izquierda Revolucionaria (MIR) donde recibía el apodo de Natacha. 
Durante la dictadura militar, Scantlebury fue una de las personas detenidas y torturadas en Villa Grimaldi, donde en el año 1975 estuvo 23 días en que le aplicaron electricidad en medio de largos interrogatorios. Para acallar los gritos les ponían canciones de Nino Bravo y Julio Iglesias.[cita requerida] Ahí estuvo dos veces. Por estos hechos fueron condenados 11 agentes de la dictadura de Pinochet tras una demanda interpuesta en el año 1998. La mujer fue detenida en su casa del sector de Lo Gallo cuando una patrulla de la DINA entró de manera violenta al hogar y la conminó a subirse al vehículo.
Además pasó por los centros de detención de Tres Álamos, Cuatro Álamos (donde leyó en una de las paredes el nombre de Michelle Bachelet) y Pirque. En el año 1976 se fue al exilio, pasando por Colombia –donde fue redactora de la revista Alternativa, entonces presidida por Gabriel García Márquez–, Italia, Costa Rica y República Dominicana, 

### Transición a la democracia y promotora de los derechos humanos
Regresó a Chile en 1987, donde trabajó como redactora de política y cultura de la revista Análisis, y fue panelista y miembro del Directorio de Radio Tierra. También escribió para las revistas Caras y El Sábado de El Mercurio.
Militante del Partido Socialista, integró el equipo de prensa durante la creación de la Concertación, y fue parte de la campaña del plebiscito de 1988. Fue jefa de prensa de Ricardo Lagos y de Eduardo Frei Ruiz Tagle durante su primera candidatura presidencial, en 1993. Durante el gobierno de Frei fue encargada de la División de Cultura del Ministerio de Educación.
También fue editora del Departamento de Prensa de Televisión Nacional de Chile (TVN), y entre 2007 y 2016 ocupó un puesto en el Directorio de TVN.
Tras su experiencia en la dictadura militar, ha participado en varias instancias de promoción de los derechos humanos. Fue una de las principales impulsoras del Museo de la Memoria y los Derechos Humanos, y actualmente es la presidenta de su Directorio. En el 2011 formó parte del libro Derechos humanos, pedagogía de la memoria y políticas culturales. Al año siguiente asesoró al gobierno de Brasil, encabezado por Dilma Rousseff, en la creación de una Comisión de Verdad para analizar las violaciones de los derechos humanos de la dictadura de ese país. En julio de 2015 publicó el libro Tras las rejas en Punta Arenas.
En 2018 fue galardonada con el Premio Lenka Franulic.